# Нулванд
Нулванд (таџ: Нулванд, рус. Нульванд) је село у Дарвоском рајону на северозападу Горно-Бадахшанске области Таџикистана. Нулванд се налази на реци Панџ.